# Калараш
Калара́ш (также Кэлэрашь; рум. Călărași) — город в Молдавии, центр Каларашского района. В состав города входит село Орикова.

## География
Расположен в 50 км от Кишинёва. Железнодорожная станция на линии Кишинёв—Унгены.

## История
Калараш известен с XV века.
Предположительно название города происходит от рум. călărași, означавшего «всадники, кавалеристы, гусары». В современном румынском языке вместо него используется слово рум. călăreți. Этому названию город обязан легендой, согласно которой господарь Стефан III Великий в войне с турками приказал отряду конников нести на этом месте стражу. Когда турки напали на отряд, многие погибли в бою, но победили. С тех пор поселение на этом месте называется Кэлэрашь.
Согласно Спискам населённых мест Бессарабской губернии за 1859 год, Калараш — резешское село на левом берегу реки Бык в 265 дворов и населением в 1468 человек (753 мужчины, 715 женщин). Имелась одна православная церковь. Село относилось к Оргеевскому уезду Бессарабской губернии.
К селу Калараш примыкало владельческое местечко Тузора в 110 дворов. Население составляло 891 человек (436 мужчин, 455 женщин). Имелись одна православная церковь, еврейская школа, один завод, проводились еженедельные базары. Через некоторое время оба населённых пункта объединились.
Основой же современного села Тузара, расположенного на правом берегу, стало владельческое Селище Тузора в 50 дворов с 339 жителями.
По данным справочника «Волости и важнейшие селения Европейской России» за 1886 год, Калараш (Тузоры) — село резешей с 352 дворами и 1977 жителями, административный центр Тузорской волости Оргеевского уезда.

## Население
По переписи 1897 года около 90 % населения Калараша составляли евреи.

## Экономика
В советское время в Калараше функционировали винно-коньячный комбинат, консервный и маслосыродельный заводы, работала швейная промышленность. В 1970 году население составляло 13,9 тыс. жителей.
В настоящее время в городе действует завод по производству вин и коньяков «Călăraş Divin», швейная фабрика, завод по производству полиэтиленовых труб, молочный завод «LAPMOL» и консервный завод. В марте 2007 года открылся первый в районе продуктовый магазин самообслуживания супермаркет национальной сети «Fidesco», затем, в 2010 был открыт ещё один супермаркет «Fidesco» в здании бывшего кинотеатра.
До 1940 года функционировала Каларашская синагога.
Известна классическая клезмерская композиция под названием «Калараш». Записывалась разными музыкантами клезмерского направления, одним из первых — Нафтулей Брандвейном (1884—1963; cf. компакт-диск «Klezmer Music. Early Yiddish Instrumental Music: 1908—1927». Arhoolie: США, 1977, запись 1922 года).